# 新潟県道314号笹口浜中条線
新潟県道314号笹口浜中条線（にいがたけんどう314ごう ささぐちはまなかじょうせん）は、新潟県胎内市内を通る一般県道である。

## 概要

### 路線データ
- 起点：新潟県胎内市笹口浜字狐山（国道113号交点）
- 終点：新潟県胎内市本郷町（新潟県道173号中条乙線交点）

## 地理

### 通過する自治体
- 新潟県胎内市

### 接続する道路
- 国道113号（起点：胎内市笹口浜字狐山）
- 新潟県道3号新潟新発田村上線（高畑交差点）
- 新潟県道173号中条乙線（終点：胎内市本郷町）

### 周辺
- 日本海東北自動車道 胎内スマートインターチェンジ
- JA胎内市 本店
- 本郷郵便局
- アデランス 生産統括部
- ミスタータイヤマン 中条
- 笹口浜公園
- スピードパーク新潟（カートレース場）
- 胎内市総合グラウンド
- 胎内川